# Formalisme de Keldysh
 (janvier 2022).
La mise en forme du texte ne suit pas les recommandations de Wikipédia : il faut le « wikifier ».
Les points d'amélioration suivants sont les cas les plus fréquents :
- Les titres sont pré-formatés par le logiciel. Ils ne sont ni en capitales, ni en gras.
- Le texte ne doit pas être écrit en capitales (les noms de famille non plus), ni en gras, ni en italique, ni en « petit »…
- Le gras n'est utilisé que pour surligner le titre de l'article dans l'introduction, une seule fois.
- L'italique est rarement utilisé : mots en langue étrangère, titres d'œuvres, noms de bateaux, etc.
- Les citations ne sont pas en italique mais en corps de texte normal. Elles sont entourées par des guillemets français : « et ».
- Les listes à puces sont à éviter, des paragraphes rédigés étant largement préférés. Les tableaux sont à réserver à la présentation de données structurées (résultats, etc.).
- Les appels de note de bas de page (petits chiffres en exposant, introduits par l'outil «  Source ») sont à placer entre la fin de phrase et le point final[comme ça].
- Les liens internes (vers d'autres articles de Wikipédia) sont à choisir avec parcimonie. Créez des liens vers des articles approfondissant le sujet. Les termes génériques sans rapport avec le sujet sont à éviter, ainsi que les répétitions de liens vers un même terme.
- Les liens externes sont à placer uniquement dans une section « Liens externes », à la fin de l'article. Ces liens sont à choisir avec parcimonie suivant les règles définies. Si un lien sert de source à l'article, son insertion dans le texte est à faire par les notes de bas de page.
- La présentation des références doit suivre les conventions bibliographiques. Il est recommandé d'utiliser les modèles {{Ouvrage}}, {{Chapitre}}, {{Article}}, {{Lien web}} et/ou {{Bibliographie}}. Le mode d'édition visuel peut mettre en forme automatiquement les références.
- Insérer une infobox (cadre d'informations à droite) n'est pas obligatoire pour parachever la mise en page.

Pour une aide détaillée, merci de consulter Aide:Wikification.
Si vous pensez que ces points ont été résolus, vous pouvez retirer ce bandeau et améliorer la mise en forme d'un autre article.
Le formalisme de Keldysh (ou Schwinger-Keldysh)  est une technique de perturbation diagrammatique introduite par le physicien russe L. V. Keldysh pour l'étude des phénomènes hors-équilibre dans le problème à N corps comme par exemple la théorie de la fonctionnelle de la densité dépendante du temps,  les équations d'Usadel dans la supraconductivité, la théorie des systèmes quantiques ouverts et la physique mésoscopique. Un formalisme similaire a été introduit par Julian Schwinger et par Leo Kadanoff et Gordon Baym. 

## Fonctions de Green hors équilibre
Quatre types de fonctions de Green hors équilibre sont introduites (pour des fermions):
{\displaystyle G^{++}(x_{1},t_{1};x_{2},t_{2})=-i\langle T\psi (x_{1},t_{1})\psi ^{\dagger }(x_{2},t_{2})\rangle }
{\displaystyle G^{-+}(x_{1},t_{1};x_{2},t_{2})=-i\langle \psi (x_{1},t_{1})\psi ^{\dagger }(x_{2},t_{2})\rangle =G^{>}(x_{1},t_{1};x_{2},t_{2})}
{\displaystyle G^{+-}(x_{1},t_{1};x_{2},t_{2})=i\langle \psi ^{\dagger }(x_{2},t_{2})\psi (x_{1},t_{1})\rangle =G^{<}(x_{1},t_{1};x_{2},t_{2})}
{\displaystyle G^{--}(x_{1},t_{1};x_{2},t_{2})=-i\langle {\tilde {T}}\psi (x_{1},t_{1})\psi ^{\dagger }(x_{2},t_{2})\rangle }
(où {\displaystyle \psi ,\psi ^{\dagger }} sont des opérateurs de création et d'annihilation,  {\displaystyle T} désigne le produit chronologique et {\displaystyle {\tilde {T}}} désigne le produit antichronologique), au lieu d'une seule fonction de Green dans la théorie d'équilibre. Ces quatre fonctions de Green forment une matrice {\displaystyle {\hat {G}}}, qui remplace la fonction de Green scalaire dans les lignes des diagrammes de Feynman. Les observables physiques comme la densité de particules {\displaystyle \rho (x,t)} ou le courant {\displaystyle {\vec {j}}(x,t)} s'expriment à l'aide de la fonction {\displaystyle G^{<}}: 
{\displaystyle \rho (x,t)=\lim _{x'\to x \atop t'\to t}-iG^{<}(x,t;x',t')}
{\displaystyle {\vec {j}}(x,t)=-{\frac {\hbar }{2m}}\lim _{x'\to x \atop t'\to t}\left[\nabla _{x'}G^{<}(x,t;x',t')-\nabla _{x}G^{<}(x,t;x',t')\right]}
Les termes d'interaction (sommets des diagrammes de Feynman) acquièrent aussi une structure matricielle. En particulier, un terme d'énergie potentielle est représenté par une matrice 2×2 diagonale avec +1 sur la première ligne et -1 sur la deuxième ligne multipliant le potentiel. 
Les fonctions de Green hors équilibre peuvent être obtenues en considérant un contour {\displaystyle C=C_{+}\cup C_{-}}partant de {\displaystyle -\infty } jusqu'à un temps {\displaystyle T>\max(t_{1},t_{2})} puis retournant en {\displaystyle -\infty } et en définissant un produit chronologique {\displaystyle T_{C}} sur ce contour tel que la partie de {\displaystyle C_{+}=]-\infty +i0_{+},T]} se situe avant la partie {\displaystyle C_{-}=]T,-\infty +i0_{-}]}. Lorsque {\displaystyle t_{1},t_{2}\in C_{+}} {\displaystyle T_{C}} est le produit chronologique, {\displaystyle t_{1},t_{2}\in C_{-}}
{\displaystyle T_{C}}devient le produit antichronologique. C'est pourquoi on rencontre parfois l'expression closed-time path formalism (formalisme du contour temporel fermé) utilisée comme synonyme du formalisme de Keldysh. 

## Fonctions de Green avancées, retardées, et fonction de Keldysh
Les fonctions de Green {\displaystyle G^{\pm \pm }}étant linéairement dépendantes {\displaystyle G^{++}+G^{--}=G^{+-}+G^{-+}}et il est possible au moyen d'une rotation de se ramener à la forme: 
{\displaystyle {\hat {G}}=\left({\begin{array}{cc}G^{R}&G^{K}\\0&G^{A}\end{array}}\right)}
où 
{\displaystyle G^{R}=G^{++}-G^{+-}=-i\Theta (t_{1}-t_{2})\langle \{\psi (x_{1},t_{1}),\psi ^{\dagger }(x_{2},t_{1})\}\rangle }est la fonction de Green retardée, {\displaystyle \Theta (t)} est la fonction de Heaviside,
{\displaystyle G^{A}=G^{++}-G^{-+}=i\Theta (t_{2}-t_{1})\langle \{\psi (x_{1},t_{1}),\psi ^{\dagger }(x_{2},t_{1})\}\rangle }est la fonction de Green avancée, 
{\displaystyle G^{K}=G^{+-}+G^{-+}=-i\langle [\psi (x_{1},t_{1}),\psi ^{\dagger }(x_{2},t_{1})]\rangle } est la fonction de Green de Keldysh qui sert maintenant à exprimer les valeurs moyennes des observables physiques. Dans ces formules le symbole {\displaystyle \{A,B\}=AB+BA} désigne l'anti-commutateur, et {\displaystyle [A,B]=AB-BA} le commutateur. Dans cette représentation, les termes d'énergie potentielle sont représentés par une matrice identité multipliant le potentiel. 

## Équation de Dyson
Comme dans le cas d'équilibre, il est possible de sommer les parties irréductibles de la série donnant la fonction de Green pour obtenir l'équation de Dyson
{\displaystyle (G_{0}^{-1}-\Sigma ){\hat {G}}(x_{1},t_{1};x_{2},t_{2})=\mathrm {Id} \delta (x_{1}-x_{2})\delta (t_{1}-t_{2})}, 
où {\displaystyle \mathrm {Id} } est la matrice identité. L'opérateur self énergie {\displaystyle \Sigma =\left({\begin{array}{cc}\Sigma ^{R}&\Sigma ^{K}\\0&\Sigma ^{A}\\\end{array}}\right)}possède la même structure matricielle que la fonction de Green. L'équation de Dyson constitue un point de départ pour l'obtention d'équations cinétiques.

## Intégrales fonctionnelles et Formalisme de Keldysh
Ce formalisme peut aussi être décrit en termes d'intégrales de chemin, ce qui permet de le relier à la méthode de Martin-Siggia-Rose pour les systèmes classiques hors d'équilibre. 